# Stephenson megye
Stephenson megye az Amerikai Egyesült Államokban, azon belül Illinois államban található. Megyeszékhelye és legnagyobb városa Freeport. Lakosainak száma 44 630 fő (2020. április 1.). Stephenson megye Green, Lafayette, Carroll, Jo Daviess, Ogle és Winnebago megyékkel határos.

## Népesség
A megye népességének változása:
| Lakosok száma | 47 691 | 47 410 | 46 943 | 46 740 | 45 749 | 44 630 |
|               | 2010   | 2011   | 2012   | 2013   | 2015   | 2020   |